# Liga Carioca de Football
A Liga Carioca de Football (LCF) foi uma entidade criada em 1933 por alguns clubes de futebol da cidade do Rio de Janeiro, liderados pelo Fluminense, para organizar competições de futebol nos moldes profissionais. Esta foi a primeira liga profissional de futebol da cidade.  Porém, a LCF não foi reconhecida pela Confederação Brasileira de Desportos (CBD), que regulamentava o esporte nacional.

## História

### A cisão do futebol carioca e a criação da LCF
Os anos 1930 foram marcados por intensas mudanças no âmbito social, político e econômico do Brasil. A Era Vargas iniciou profundas mudanças para os trabalhadores brasileiros, com regulamentações e processos burocráticos nunca antes vistos no país. Em contrapartida, as marcas da modernização dividiam espaço com o tradicionalismo. Nos esportes, tal situação também foi observada. A partir dessas contradições entre o moderno e o tradicional, ocorreram também as disputas pela hegemonia do controle esportivo nacional e o duelo entre amadores e profissionais. Este momento do esporte carioca e nacional ficou conhecido como o dissídio esportivo. Dessa forma, em 1933, o futebol brasileiro passava por um processo de profissionalização bastante conturbado. Havia uma verdadeira cisão entre os clubes que queriam o profissionalismo e os que desejavam manter o amadorismo no esporte. No Rio de Janeiro, em especial, America, Bangu e Fluminense articulavam para adoção do profissionalismo de forma oficialmente – já que na prática alguns clubes assim o faziam. Desde a década de 1920 e cada vez mais forte no começo dos anos 1930, um falso amadorismo era praticado por todas as equipes cariocas. O profissionalismo, proibido pelas regras da Associação Metropolitana de Esportes Athleticos (AMEA), não era adotado abertamente, mas sim de maneira disfarçada, através de uma série de benesses concedidas aos jogadores de futebol, que iam desde pagamentos de prêmios diferenciados por vitórias, até o fornecimento de empregos e moradias. Tudo para que cada vez mais os atletas se dedicassem exclusivamente ao futebol. Alguns clubes de maneira menos velada, como o Vasco da Gama, desde muito tempo adotavam tais práticas – chamadas à época de "amadorismo marrom". Mas até clubes que sempre estiveram na linha de frente na defesa do amadorismo, como o Fluminense, também as adotava. Enquanto o Botafogo era terminantemente contra, contando com apoio do Flamengo e do São Cristóvão.
Após uma reunião realizada na sede do Fluminense, para adotar o profissionalismo, America, Bonsucesso, Bangu, Fluminense e Vasco da Gama, fundaram uma nova liga, denominada Liga Carioca de Football (LCF), em 23 de janeiro de 1933. Ainda estiveram presentes na reunião representantes do São Cristóvão, do Botafogo e do Flamengo. Entretanto, estes clubes
declinaram do convite de filiação à nova Liga. Durante o campeonato da AMEA (entidade que reunia os clubes amadores e que era considerada a liga oficial, já que era vinculada a CBD e a FIFA), Flamengo e São Cristóvão resolveram abandonar a disputa. O Flamengo entrou então no campeonato dos clubes profissionais, que até então só contava com cinco clubes. Neste campeonato de profissionais só havia seis clubes (America, Bangu, Bonsucesso, Flamengo, Fluminense e Vasco da Gama).
A princípio, a Liga Carioca de Football não teria problemas para se filiar à CBD e posteriormente à FIFA. Porém, as disputas políticas entre aqueles que defendiam o profissionalismo e aqueles que queriam a permanência do amadorismo dificultou o entendimento entre as ligas de futebol no Rio de Janeiro. Porém, logo após sua criação, a LCF entrou com um pedido para que a Confederação Brasileira de Desportos (CBD) a reconhecesse como entidade dirigente do futebol profissional no Rio de Janeiro. No entanto, devido a CBD ser contra a profissionalização do esporte, o pedido foi prontamente negado pelo Conselho de Julgamentos, em 7 de abril. Em consequência desse ato, a LCF e a APEA (Associação Paulista de Esportes Atléticos), já acordadas quanto a implantação do profissionalismo, fundaram, em 26 de agosto de 1933, a Federação Brasileira de Football (FBF), cuja sede seria localizada na capital federal.
No mesmo ano de sua fundação, a LCF organizou seu primeiro campeonato, o qual fora vencido pelo Bangu.

### A pacificação e a dissolução da LCF
Em 11 de dezembro de 1934, foi fundada uma nova entidade para o futebol do Rio de Janeiro, a Federação Metropolitana de Desportos (FMD), que incorporou a AMEA e passou a ser a rival da LCF, dando continuida a realização de dois Campeonatos Cariocas paralelos e a coexistência de duas ligas que tentavam a pacificação mútua durante a conturbada fase que o futebol brasileiro passava na era da profissionalização do esporte. Até que em 1937, os presidentes do Vasco da Gama (Pedro Pereira Novaes) e do America (Pedro Magalhães Corrêa), anunciaram uma união entre os dois clubes (que pertenciam a ligas distintas) com a finalidade de pôr fim à cisão do futebol carioca. No começo, a notícia foi recebida com desconfiança, afinal já haviam sido feitas várias tentativas de pacificação e que não deram resultados. Mas aos poucos o projeto foi tomando o rumo diferente das tentativas antecessores e tornou-se real com a assinatura do pacto entre os dois clubes e o apoio dos demais grandes clubes da LCF (Flamengo e Fluminense). O Botafogo, afiliado da FMD e alinhado com a CBD, de início não se mostrou muito favorável, mas teve que se conformar juntamente com a CBD frente ao grande apoio popular e da mídia, ávidos por voltar a ver os clássicos cariocas.
O pacto entre os dois clubes previa a criação de uma nova entidade para o futebol carioca, à qual todos os grandes clubes da cidade estavam convidados a entrar como membros fundadores. Com a criação dessa nova entidade, tanto a LCF como a FMD foram extintas. A nova agremiação se filiaria à FBF, que por sua vez, requereria sua filiação à CBD. Assim, nesse novo arranjo, a FBF cuidaria do futebol brasileiro e a CBD ficaria responsável pela representatividade do futebol do Brasil no exterior. Desse modo todos os clubes brasileiros passariam a ter que se filiar à FBF, ou não poderiam enfrentar os outros clubes filiados à mesma.
No dia 29 de julho de 1937, é então celebrada a criação da Liga de Futebol do Rio de Janeiro (LFRJ), que teve como primeiro presidente Antonio Avellar, dirigente ligado ao America.